# Pilotrichella quadrangularis
Pilotrichella quadrangularis là một loài Rêu trong họ Meteoriaceae. Loài này được (Schwägr.) Wijk & Margad. miêu tả khoa học đầu tiên năm 1960.